# Bad Ledde
Als Bad Ledde wird ein ehemaliges Schwefelbad im Kreis Steinfurt in Ledde-Danebrock bezeichnet.

## Geschichte
1880 beantragte Ernst August Hanigbrink die Errichtung eines Schwefelbades. Die Zustimmung erhielt er 1881 aus Münster nach einer Wasseranalyse. Die Eröffnung des Bades war am 14. Mai 1882. Die Quelle wurde daraufhin Hermannsquelle genannt. Zunächst war das Bad für zehn bis zwölf Patienten ausgelegt. Die Kosten betrugen damals 3 Mark pro Tag und 50 Pfennig für ein Bad. Einige Jahre danach wurde das Gebäude zu einem größeren und prächtigeren Bad ausgebaut. 1906 brannten Teile des Gebäudes ab, und das Schwefelbad wurde deswegen und wegen der immer weniger ergiebigen Quelle aufgrund des fortschreitenden Erzabbaus geschlossen. Danach wurde die Anlage für 120.000 Mark verkauft und zur Unterbringung von ausländischen Arbeitern genutzt. Im Ersten Weltkrieg diente das Gebäude als Lazarett für 50 Soldaten.
Bis 1993 blieb das Hauptgebäude erhalten, brannte dann jedoch ab. Heute bestehen nur noch zwei Gebäude, welche derzeit als Wohnhaus genutzt werden.